# Sold (2014)
Sold ist ein Film über Zwangsprostitution aus dem Jahr 2014, der auf dem gleichnamigen Roman von Patricia McCormick basiert. Der Film wurde im Januar 2018 zum ersten Mal im deutschen Fernsehen gezeigt.

## Handlung
Lakshmi, ein 13-jähriges Mädchen, lebt mit ihrer Mutter und ihrem arbeitslosen Vater in einem Bergdorf in Nepal. Sie möchte gerne arbeiten gehen und Geld sparen, um ein Blechdach für das Haus ihrer Eltern zu kaufen. Aber ihre Mutter will, dass sie die Schule abschließt. Als durch schwere Regenfälle die Ernte vernichtet wird, ist die Familie mittellos. Auf einem Dorffest lernt sie Bimla kennen, eine fremde Frau, die ihr vom Leben in der Stadt erzählt und ihr eine Stelle als Hausmädchen in Indien anbietet. Ihre Mutter lehnt das Angebot ab, aber ihr Vater nimmt das Angebot aus Verzweiflung an.
Bimla überquert mit Lakshmi die Grenze und bringt sie zum „Happiness House“, deren Besitzerin Mumtaz sie freundlich empfängt. Lakshmi ist nicht bewusst, dass sie sich in einem Bordell befindet, und sie freundet sich unbefangen mit den anderen Mädchen an, darunter Shahanna, Anita und die temperamentvolle Monica. Später in der Nacht wird sie für Varun angekleidet, einen gut zahlenden Kunden, der Jungfrauen mag. Als er ihr näher kommen will, wehrt sie sich, beißt ihn und flüchtet aus dem Haus. Sie sucht nach Hilfe, aber die Mitarbeiter von Mumtaz fangen sie ein, bringen sie zurück und sperren sie in ein Zimmer.
Sie schaut durch das vergitterte Fenster auf die Straße und sieht Sophia, eine amerikanische Fotografin. Lakshmi macht sich bemerkbar und Sophia fotografiert sie, aber ein Mitarbeiter des Hauses zerstört ihre Kamera. Sophia sucht Unterstützung bei Frau Tripathi und ihren Ermittlern Vikram und Sam von der Hilfsorganisation „Hope House“. Sophia darf die Ermittler nicht fotografieren, weil sie in Lebensgefahr wären, wenn sie erkannt würden.
Lakshmi will mit niemandem mehr reden. Schließlich geht Mumtaz mit freundlichen Worten auf sie zu und bringt ihr ein Glas Mangosaft als Zeichen der Freundschaft. Die naive Lakshmi fällt darauf herein und trinkt den Saft, der Drogen enthält. Unter dem Einfluss der Drogen kann Varun sie vergewaltigen. Danach muss sie ihr Einzelzimmer verlassen und gemeinsam mit den anderen Frauen in einem Schlafraum übernachten. Dort freundet sie sich mit Harish an, einem kleinen Jungen, dessen Mutter eine kranke Prostituierte ist.
Nachdem sie gesehen hat, wie die Mitarbeiter eine Leiche im Hinterhof vergraben, will sie sich umbringen, wird aber von Shahanna zurückgehalten. Sie ergibt sich in ihr Schicksal und rechnet aus, wie lange sie noch in dem Haus arbeiten muss, bis ihre Schulden bezahlt sind. Shahanna erklärt ihr, dass Mumtaz ihre eigene Mathematik hat. Als Anita flüchten will, wird sie von den Bewachern ins Gesicht geschlagen. Zuerst beschimpft Mumtaz die dummen Bewacher – das Gesicht ist Ware, die nicht beschädigt werden darf! Dann bestraft Mumtaz Anita durch die Anwendung von Chillis im Intimbereich.
Monica hat nach 5 Jahren alle Schulden bezahlt und darf das Haus verlassen. Sie fährt in ihr Dorf, wo sie ihre Familie mit ihren Ersparnissen unterstützen will. Ein paar Tage später kommt sie in einem schlimmen Zustand zurück. Ihr Vater will nichts mehr mit ihr zu tun haben und hat sie mit Gewalt aus dem Dorf verjagt. Als einige Zeit später bei Monica ein Kaposi-Sarkom entdeckt wird, muss sie das Happiness House verlassen.
Die Ermittler besuchen das Happiness House inkognito und geben sich als Kunden aus. Als ein Ermittler mit Lakshmi alleine im Zimmer ist, gibt er sich zu erkennen und erzählt ihr vom Hope House, in dem sie Hilfe finden kann. Später durchsucht die Polizei das Haus, kann aber nichts finden. Die jungen Mädchen wurden von Bimla in einen Raum gebracht, dessen Tür hinter einem Schrank versteckt ist. Mumtaz ist verärgert über die Razzia, schließlich hat sie der örtlichen Polizei Bestechungsgeld bezahlt. Die Frau, die im Verdacht steht, die Polizei informiert zu haben, wird in den Mittleren Osten verkauft und man sagt ihr, dass sie nicht mehr zurückkehren wird.
An einem hinduistischen Feiertag sitzen alle Bewohner des Hauses vor dem Fernseher. Lakshmi nutzt die Gelegenheit und klettert aus dem Fenster. Da die Straße wegen der stattfinden Prozession voller Menschen ist, kann sie untertauchen. Schließlich findet sie das Hope House, von dem ihr der Ermittler erzählt hat. Bei der nächsten Razzia kennt die Polizei das Versteck der Mädchen und verhaftet die Bewacher.

## Kritik
American Bazaar schrieb: „‚Sold‘ ist ein Film, den man sehen muss und der ganz klar zum Handeln aufruft. Wenn er Mädchen davor bewahrt, in die Sklaverei verkauft zu werden, wird er als ein außergewöhnlicher Film in die Annalen der Filmgeschichte eingehen.“
Die Seattle Times schrieb: „Schmerzhaft traurig und bestürzend erzählt dieses auf Fakten basierende Drama die zeitgenössische Geschichte eines ländlichen nepalesischen Mädchens, das in Indien in die Sklaverei verkauft wird. Bewertung: 3 von 4 Sternen.“
Der Filmdienst urteilte,„Das visuell zurückhaltende Drama thematisiert vor allem das psychische Leid der sexuell ausgebeuteten Kinder. In der Charakterzeichnung gerät der ehrenwerte Film jedoch recht einfach und ist auch zu eindeutig auf eine glückliche Auflösung hin inszeniert.“

## Auszeichnungen
- 2014 London Indian Film Festival: Pure Heaven Audience Award[7]
- 2014 Albuquerque Film and Media Experience: Best Feature Film[8]
- 2014 River to River. Florence Indian Film Festival: Audience Award
- 2015 Sonoma International Film Festival: World Cinema Audience Award
- 2016 Washington DC South Asian Film Festival: Best Picture[4]